# Ilmari Niemeläinen

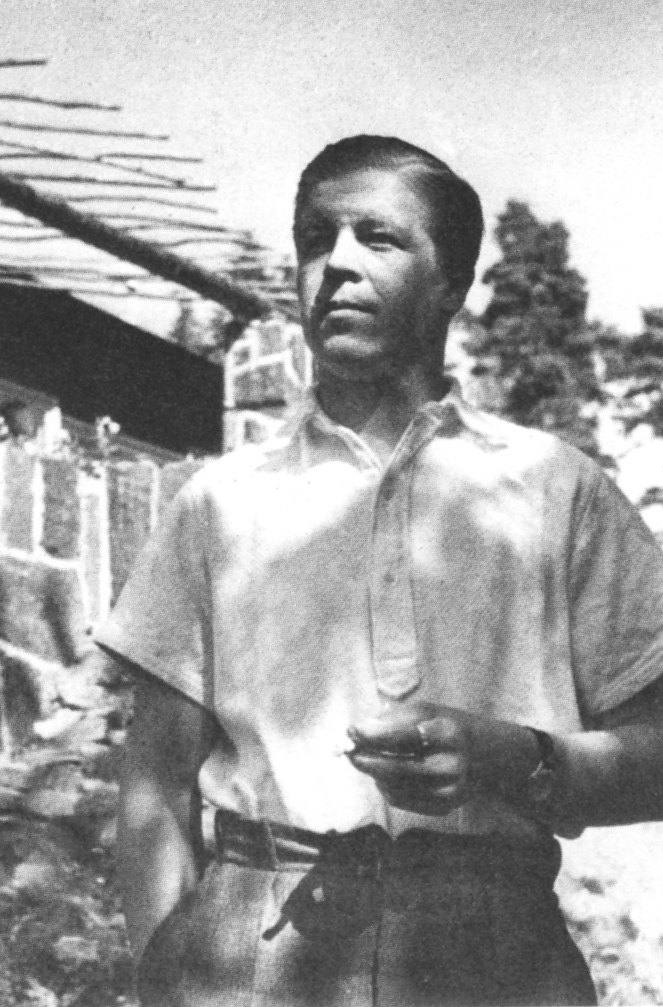
Ilmari Niemeläinen.

Heikki Ilmari "Immu" Niemeläinen, född 16 december 1910 i Jyväskylä, död 28 maj 1951 i Helsingfors, var en finländsk simhoppare och arkitekt. Han vann åtta NM och 31 finländska mästerskap. 
Niemeläinen representerade till 1939 Helsingin Uimarit och därefter studentklubben Ylioppilasuimarit och dess efterträdare Vetehiset i Helsingfors. Då simhallen i Helsingfors öppnades 1928, började han träna hopp. Han vann finska mästerskapet för juniorer 1929, för seniorer 1934, 1935, 1938 i raka hopp, 1932–1940 och 1943–1947 i varierande trampolinhopp samt 1929, 1932–1941, 1944, 1945 och 1947 i svikthopp. Han vann NM i svikthopp 1931, 1933, 1935, 1937 och 1939, i varierande trampolinhopp 1933, 1935 och 1937. Dessutom var han akademisk mästare både i raka hopp och i svikthopp 1935–1938. Han var även god tennis- och bowlingspelare.
I egenskap av arkitekt tilldelades Niemeläinen vid Olympiska sommarspelen i London 1948 en bronsmedalj för ett idrottscenter i Kemi.